# 段义孚
段义孚（英語：Yi-Fu Tuan，1930年12月5日—2022年8月10日）是一位美籍华裔地理学家。他是人文地理学中的知名学者，也是人文主义地理学的创始人。

## 生平
段义孚1930年出生于中华民国天津一个上层社会的官宦家庭，父親為中華民國駐科特迪瓦大使、駐阿根廷大使段茂瀾。段义孚曾进入伦敦大学学院学习，但毕业于牛津大学，并分别于1951年和1955年获得文学学士和文学硕士学位。其后他前往美国加利福尼亚继续学习地理学，1957年在加州大学伯克利分校获得博士学位。
1966年到1968年，段义孚从新墨西哥前往多伦多，在多伦多大学承担教学工作。1968年，他成为了明尼苏达大学的全职教授并开始聚焦于人本主义地理学研究。他在一封信 （页面存档备份，存于）中描述人文地理学和人本主义地理学的区别时这样说到：

人文地理学研究的是人类的关系。人文地理学的乐观是基于不对称的关系和剥削是可消灭或是推翻这一信念的。人文地理学缺失、而人本主义地理学所考虑到的，是人类几乎所有的联系和交流中的角色[关系]。如果我们仔细审视他们，没有人会在一开始就会感到安逸。比如欺骗，在各大宗教中只有拜火教明显地指出了“汝不可欺人”。毕竟，欺骗和谎言对于社会生活的平稳运行来说是必不可少的。
由此，我总结出人本主义地理学之所以被人们忽略，是因为它十分困难。然而，由于人本主义地理学相信我们人类可以面对最厌恶的现实，甚至可以不绝望地做出些什么来处理这些现实，因此研究人本主义地理学需要坚强的意志和一些理想主义。

在明尼苏达大学研究14年后，段义孚搬到了威斯康星州麦迪逊，并在威斯康星麦迪逊大学担任地理学教授（1985年-1998年），与J·K·赖特一起继续其职业研究生涯。段义孚于1986年成为美国科学促进会会员，2001年成为英国科学院院士，2002年成为美国艺术与科学院院士。段义孚于1987年获得美国地理学会授予的库兰地理学奖章，2012年获瓦特林·路德国际地理学奖。
段义孚从威斯康星麦迪逊大学退休，但不时会举办讲座，并一直撰写“Dear Colleague”系列信件，还不时出版关于地理知识学的书籍。他的最新著作是Human Goodness（2008）和Religion: From Place to Placelessness（2010）。

## 对空间和地方的定义
在《空间与地方》（Space and Place : The Perspective of Experience）一书中，段义孚指出：空間是一種存在於該處、被測量、量化的或計算的，而地方則寓居情感於其中。相較於空間是均質的，地方則可能存在不均質的情況，並且，不同的地方帶有不同的意義。
空间需要从一个地方到另一个地方的迁移和活动，同样，地方需要空间而存在。因此，空间和地方是相互关联的。

## 部分著作
- Religion: From Place to Placelessness. 2010. Center for American Places, Chicago, IL. ISBN 978-1-930066-94-6
- Human Goodness. 2008. University of Wisconsin Press, Madison, WI. ISBN 978-0-299-22670-1
- Coming Home to China. 2007. University of Minnesota Press, Minneapolis, MN. ISBN 0-8166-4992-8
  - 回家记. 志丞译. 2013. 上海译文出版社, 上海. ISBN 978-7-5327-5945-3
- Place, Art, and Self.  2004. University of Virginia Press, Santa Fe, NM, in association with Columbia College, Chicago, IL. ISBN 1-930066-24-4.
- Dear Colleague: Common and Uncommon Observations. 2002. University of Minnesota Press, Minneapolis, MN. ISBN 0-8166-4055-6.
- Who am I? : An Autobiography of Emotion, Mind, and Spirit.  1999. University of Wisconsin Press, Madison, WI. ISBN 0-299-16660-0.
- Escapism. 1998. Johns Hopkins University Press, Baltimore, MD. ISBN 0-8018-5926-3.
  - 逃避主義. 周尚意、張春梅譯. 2006. 立緒文化事業有限公司, 台北. ISBN 9789867416421
  - 逃避主义. 周尚意、张春梅译. 2005. 河北教育出版社, 石家庄. ISBN 978-7-5434-5685-3
- Cosmos and Hearth: A Cosmopolite's Viewpoint.  1996. University of Minnesota Press, Minneapolis, MN. ISBN 0-8166-2730-4.
- Passing Strange and Wonderful: Aesthetics, Nature, and Culture. 1993. Island Press, Shearwater Books, Washington, DC. ISBN 1-55963-209-7.
- Morality and Imagination: Paradoxes of Progress. 1989. University of Wisconsin Press, Madison, WI. ISBN 0-299-12060-0.
- The Good Life. 1986. University of Wisconsin Press, Madison, WI. ISBN 0-299-10540-7.
- Dominance and Affection: The Making of Pets. 1984. Yale University Press, New Haven, CT. ISBN 0-300-03222-6.
- Segmented Worlds and Self: Group Life and Individual Consciousness. 1982. University of Minnesota Press, Minneapolis, MN. ISBN 0-8166-1109-2.
- Landscapes of Fear. 1979. Pantheon Books, New York, NY. ISBN 0-394-42035-7.
  - 无边的恐惧. 徐文宁译. 2011. 北京大学出版社, 北京. ISBN 978-7-301-18117-1.
  - 恐懼. 潘桂成、邓伯辰、梁永安譯. 2008. 立緒文化事業有限公司, 台北. ISBN 9789867416865.
- Space and Place: The Perspective of Experience 1977. University of Minnesota Press, Minneapolis, MN. ISBN 0-8166-0808-3.
  - 經驗透視中的空間與地方. 潘桂成譯. 1998. 國立編譯館, 台北. ISBN 9789570211702.
  - 空间与地方：经验的视角. 王志标. 王志标译. 2017. 中国人民大学出版社. ISBN 9787300242330
- Topophilia: a study of environmental perception, attitudes, and values 1974. Prentice-Hall, Englewood Cliffs, NJ. ISBN 0-13-925248-7.
- The Climate of New Mexico. 1973. State Planning Office, Santa Fe, NM.
- Man and Nature. 1971. Association of American Geographers, Washington, DC. Resource paper #10.
- China. 1970. In "The World's Landscapes". Harlow, Longmans. ISBN 0-582-31153-5.